# مونيكا ماكسويل
مونيكا ماكسويل (بالإنجليزية: Monica Maxwell)‏ مواليد 21 ديسمبر 1976 في هاموند، هي لاعبة كرة سلة أمريكية معتزلة تحولت إلى التدريب بعد الاعتزال. بدأت مسيرتها الاحترافية في سنة 1999. يبلغ طولها 5 قدم 9 بوصة (1.8 م). اعتزلت اللعب في 2002. لعبت مع واشنطن ميستيكس وانديانا فيفر.

## روابط خارجية
- مونيكا ماكسويل على موقع الاتحاد الوطني لكرة السلة النسائية (الإنجليزية)
- مونيكا ماكسويل على موقع كلية كرة السلة في سبورتس رفرنس.كوم (الإنجليزية)
- مونيكا ماكسويل على موقع بروبوليرز (الإنجليزية)
- مونيكا ماكسويل على موقع سبورتس رفرنس (الإنجليزية)